# Остиліо Річчі
Остиліо Річчі (італ. Ostilio Ricci; 1540 — 1603) — італійський математик, професор Академії живопису Флоренції, учень Нікколо Тарталья і учитель Галілео Галілея.